# Ghislaine Thesmar

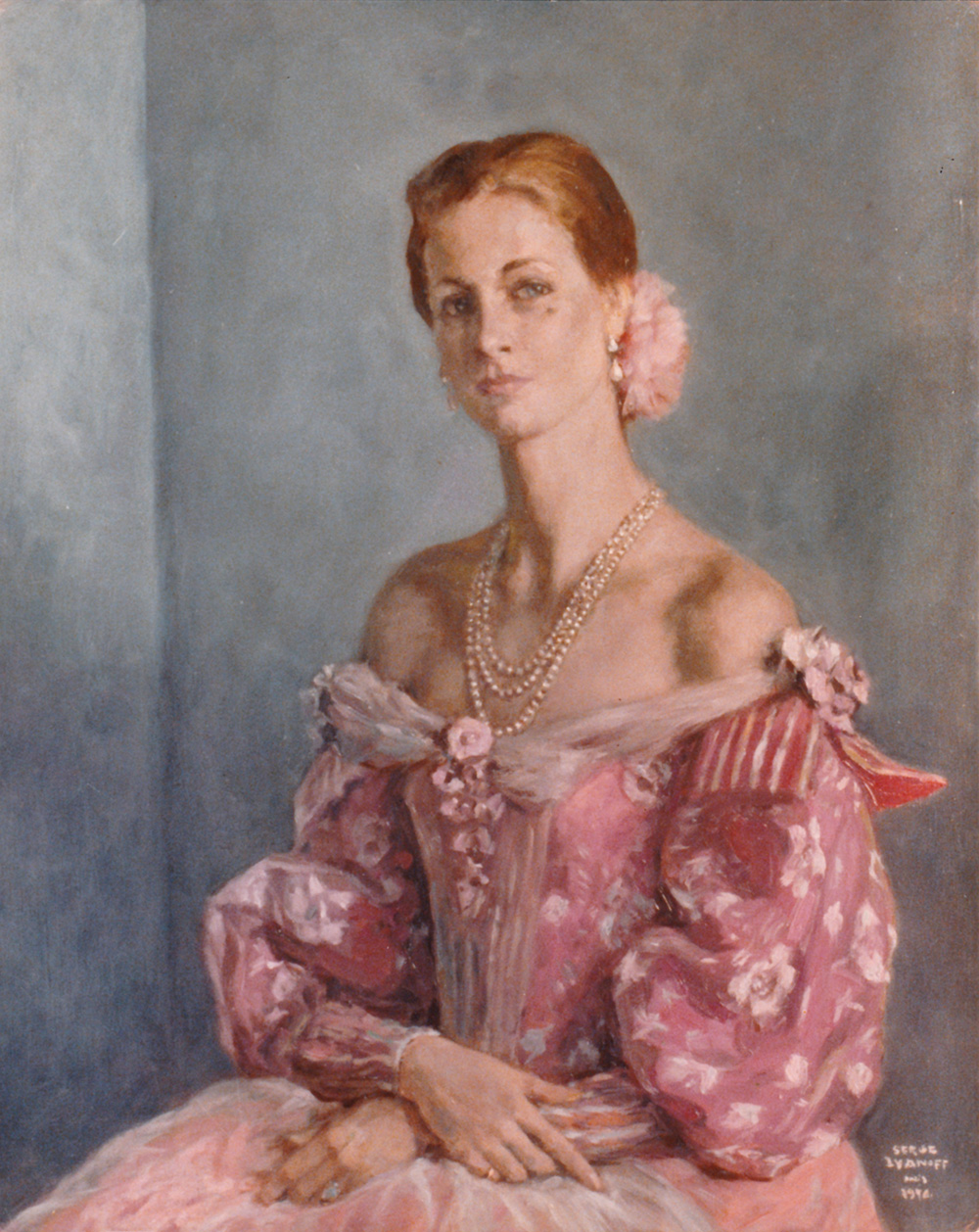
Portrait de Ghislaine Thesmar par Serge Ivanoff, Paris, 1976.

Ghislaine Thesmar (nascida em 1943) é uma bailarina e coreógrafa francesa.
Thesmar nasceu em 1943 em Pequim, na China.
Foi casada com o colega bailarino e coreógrafo francês Pierre Lacotte de 1968 até à sua morte em 2023.
De 1972 a 1985, foi Étoile (dançarina principal) do Ballet da Ópera de Paris.